# Norwegischer Fußballpokal der Männer 1977
Der norwegische Fußballpokal 1977 (kurz auch NM-Cup 1977 genannt) war die 72. Austragung des Fußballpokalwettbewerbs der Männer. Pokalsieger wurde Lillestrøm SK. Das Team setzte sich im Finale gegen den SFK Bodø-Glimt durch. Rosenborg sicherte sich zuvor schon den Meistertitel und startete deshalb im Europapokal der Landesmeister. Der Startplatz für den Europapokal der Pokalsieger 1978/79 ging dadurch an den unterlegenen Pokalfinalisten.

## 1. Runde
| Datum      |                        | Ergebnis  |                      |
| ---------- | ---------------------- | --------- | -------------------- |
| 08.06.1977 | Bergsøy IL             | 0:1       | Aalesunds FK         |
|            | Bryne FK               | 7:0       | Kopervik IL          |
|            | SK Djerv 1919          | 3:4       | Viking Stavanger     |
|            | Eid IL                 | 5:0       | Ørsta IL             |
|            | Eidsvold Turn          | 1:2       | SK Sprint-Jeløy      |
|            | SK Falken              | 1:0       | Hasselvika IL        |
|            | Fana IL                | 0:3       | Florvåg IF           |
|            | Farsund IL             | 0:2       | Start Kristiansand   |
|            | Finstadbru IF          | 2:2 n. V. | Kongsvinger IL       |
|            | Flå IL                 | 2:3       | Rosenborg Trondheim  |
|            | Fram Larvik            | 2:0       | Holmestrand IF       |
|            | Frigg Oslo FK          | 2:1       | Hamar IL             |
|            | Faaberg IL             | 1:2       | Folldal IF           |
|            | IF Grand Bodø          | 0:3       | SFK Bodø-Glimt       |
|            | Grorud IL              | 3:0       | Lisleby FK           |
|            | Grue IL                | 2:3       | Brumunddal IL        |
|            | FK Hald                | 0:5       | Brann Bergen         |
|            | Ham-Kam                | 1:0       | Abildsø IL           |
|            | Harstad IL             | 4:1       | Kabelvåg IL          |
|            | SK Herd                | 0:2       | IL Hødd              |
|            | FK Jerv                | 7:1 n. V. | Helgerød IL          |
|            | Jevnaker IF            | 2:3       | IL Jotun             |
|            | Kirkenes IF            | 2:6       | IL Norild            |
|            | Kjelsås IL             | 0:3       | Strømmen IF          |
|            | Kristiansund FK        | 2:1 n. V. | Clausenengen FK      |
|            | SFK Lyn Oslo           | 3:0       | Hof IL               |
|            | FK Mjølner             | 0:0 n. V. | FK Landsås           |
|            | Mosjøen IL             | 2:0       | FK Saltdalkameratene |
|            | Moss FK                | 5:0       | Eidsvold IF          |
|            | Namsos IL              | 2:1       | SK Nessegutten       |
|            | Neset FK               | 0:1       | Strindheim IL        |
|            | Os TF                  | 1:2       | SK Baune             |
|            | Ottestad IL            | 0:3       | Raufoss IL           |
|            | IF Pors                | 1:0       | SBK Skiold           |
|            | SK Rollon              | 2:1       | Molde FK             |
|            | Røros IL               | 1:2       | Brekken IL           |
|            | Sander IL              | 1:2       | Vålerenga Oslo       |
|            | Ski IL                 | 0:0 n. V. | Sarpsborg FK         |
|            | Skreia IL              | 2:5       | Mjøndalen IF         |
|            | FK Sparta Sarpsborg    | 0:1       | Lillestrøm SK        |
|            | SK Stag                | 1:3 n. V. | Urædd FK             |
|            | IL Stein               | 1:2 n. V. | Alta IF              |
|            | Steinberg IF           | 1:2       | Skeid Oslo           |
|            | Steinkjer FK           | 2:0       | FK Kvik Trondheim    |
|            | Stord IL               | 1:0       | Ny-Krohnborg IL      |
|            | Strømsgodset IF        | 4:2       | Kvik Halden FK       |
|            | IL Stålkameratene      | 0:1       | Mo IL                |
|            | Sunndal IL             | 1:0       | IL Stjørdals-Blink   |
|            | Tistedalen TIF         | 2:4       | Aurskog IL           |
|            | Tjølling IF            | 0:1       | Fredrikstad FK       |
|            | Tornado FK             | 1:2       | Skarbøvik IF         |
|            | Tromsø IL              | 2:1       | Lyngen IL            |
|            | SK Tryggkameratene     | 1:2       | Henning IL           |
|            | IF Tønsberg-Kameratene | 1:1 n. V. | Odds BK              |
|            | SK Ulf                 | 0:2       | Klepp IL             |
|            | Vardal IF              | 1:4       | SBK Drafn            |
|            | IL Varegg              | 2:1       | Odda IL              |
|            | FK Vidar               | 1:2       | Stavanger IF         |
|            | Vigrestad IK           | 0:1 n. V. | SK Vard Haugesund    |
|            | FK Vigør               | 3:2       | FK Mandalskameratene |
|            | FBK Voss               | 1:4       | Sogndal IL           |
|            | Østsiden IL            | 1:0       | Larvik Turn          |
|            | Årvoll IL              | 2:1       | FK Ørn               |
|            | Åssiden IF             | 3:1       | Eik IF               |

### Wiederholungsspiele
| Datum      |                | Ergebnis |                        |
| ---------- | -------------- | -------- | ---------------------- |
| 15.06.1977 | Kongsvinger IL | 2:0      | Finstadbru IF          |
|            | FK Landsås     | 0:2      | FK Mjølner             |
|            | Odds BK        | 4:0      | IF Tønsberg-Kameratene |
|            | Sarpsborg FK   | 3:1      | Ski IL                 |

## 2. Runde
| Datum      |                     | Ergebnis  |                 |
| ---------- | ------------------- | --------- | --------------- |
| 22.06.1977 | Aurskog IL          | 0:4       | Lillestrøm SK   |
|            | Baune               | 1:5       | Brann Bergen    |
|            | SFK Bodø-Glimt      | 9:0       | Tromsø IL       |
|            | Brekken IL          | 1:2       | SK Falken       |
|            | Brumunddal IL       | 1:0       | Strømsgodset IF |
|            | SBK Drafn           | 1:1 n. V. | Moss FK         |
|            | Florvåg IF          | 1:0       | Stord IL        |
|            | Folldal IF          | 1:2       | Ham-Kam         |
|            | Fredrikstad FK      | 1:0       | Grorud IL       |
|            | Henning IL          | 0:2       | Strindheim IL   |
|            | IL Hødd             | 2:0       | Eid IL          |
|            | IL Jotun            | 1:2       | Raufoss IL      |
|            | Klepp IL            | 1:6       | Bryne FK        |
|            | Kongsvinger IL      | 1:0       | Frigg Oslo FK   |
|            | FK Mjølner          | 2:1       | Harstad IL      |
|            | Mjøndalen IF        | 1:2       | FK Jerv         |
|            | Mo IL               | 3:0       | Mosjøen IL      |
|            | Namsos IL           | 0:5       | Steinkjer FK    |
|            | IL Norild           | 2:2 n. V. | Alta IF         |
|            | Odds BK             | 0:1       | Åssiden IF      |
|            | Rosenborg Trondheim | 4:1       | Sunndal IL      |
|            | Skarbøvik IF        | 1:2       | Kristiansund FK |
|            | Skeid Oslo          | 2:1       | Østsiden IL     |
|            | Sogndal IL          | 8:2       | IL Varegg       |
|            | SK Sprint-Jeløy     | 1:3       | SFK Lyn Oslo    |
|            | Start Kristiansand  | 4:1       | IF Pors         |
|            | Strømmen IF         | 4:1       | Sarpsborg FK    |
|            | Urædd FK            | 0:1       | Fram Larvik     |
|            | SK Vard Haugesund   | 3:0       | Stavanger IF    |
|            | Viking Stavanger    | 3:0       | FK Vigør        |
|            | Vålerenga Oslo      | 3:0       | Årvoll IL       |
|            | Aalesunds FK        | 1:0       | SK Rollon       |

### Wiederholungsspiele
| Datum      |         | Ergebnis |           |
| ---------- | ------- | -------- | --------- |
| 29.06.1977 | Alta IF | 2:5      | IL Norild |
|            | Moss FK | 6:2      | SBK Drafn |

## 3. Runde
| Datum      |                 | Ergebnis  |                     |
| ---------- | --------------- | --------- | ------------------- |
| 27.07.1977 | Moss FK         | 6:1       | Skeid Oslo          |
|            | SFK Lyn Oslo    | 0:3       | Start Kristiansand  |
|            | Lillestrøm SK   | 5:0       | Kongsvinger IL      |
|            | Ham-Kam         | 2:1       | Brumunddal IL       |
|            | Raufoss IL      | 3:2       | Vålerenga Oslo      |
|            | Åssiden IF      | 0:1       | Brann Bergen        |
|            | Fram Larvik     | 2:2 n. V. | Fredrikstad FK      |
|            | FK Jerv         | 1:3       | Viking Stavanger    |
|            | Bryne FK        | 4:1       | Florvåg IF          |
|            | Sogndal IL      | 1:3       | Strømmen IF         |
|            | Aalesunds FK    | 1:2       | SK Vard Haugesund   |
|            | Kristiansund FK | 1:0       | IL Hødd             |
|            | SK Falken       | 0:2       | Rosenborg Trondheim |
|            | Steinkjer FK    | 2:0       | Mo IL               |
|            | IL Norild       | 0:1 n. V. | SFK Bodø-Glimt      |
| 28.07.1977 | Strindheim IL   | 1:0       | FK Mjølner          |

### Wiederholungsspiel
| Datum      |                | Ergebnis |             |
| ---------- | -------------- | -------- | ----------- |
| 04.08.1977 | Fredrikstad FK | 4:2      | Fram Larvik |

## 4. Runde
| Datum      |                     | Ergebnis  |                 |
| ---------- | ------------------- | --------- | --------------- |
| 31.08.1977 | Fredrikstad FK      | 2:3       | Lillestrøm SK   |
|            | Strømmen IF         | 1:1 n. V. | Moss FK         |
|            | Start Kristiansand  | 2:1       | Kristiansund FK |
|            | Viking Stavanger    | 1:2       | Ham-Kam         |
|            | SK Vard Haugesund   | 0:1       | Bryne FK        |
|            | Brann Bergen        | 1:2       | Raufoss IL      |
|            | Rosenborg Trondheim | 0:1       | Steinkjer FK    |
|            | SFK Bodø-Glimt      | 1:0       | Strindheim IL   |

### Wiederholungsspiel
| Datum      |         | Ergebnis |             |
| ---------- | ------- | -------- | ----------- |
| 13.09.1977 | Moss FK | 3:1      | Strømmen IF |

## Viertelfinale
| Datum      |               | Ergebnis  |                    |
| ---------- | ------------- | --------- | ------------------ |
| 21.09.1977 | Lillestrøm SK | 3:0       | Start Kristiansand |
|            | Raufoss IL    | 1:1 n. V. | Moss FK            |
|            | Bryne FK      | 1:3       | SFK Bodø-Glimt     |
|            | Steinkjer FK  | 2:0       | Ham-Kam            |

### Wiederholungsspiele
| Datum      |            | Ergebnis  |            |
| ---------- | ---------- | --------- | ---------- |
| 28.09.1977 | Moss FK    | 2:2 n. V. | Raufoss IL |
| 04.10.1977 | Raufoss IL | 2:1 n. V. | Moss FK    |

## Halbfinale
| Datum      |                | Ergebnis |               |
| ---------- | -------------- | -------- | ------------- |
| 05.10.1977 | SFK Bodø-Glimt | 3:0      | Steinkjer FK  |
| 12.10.1977 | Raufoss IL     | 1:3      | Lillestrøm SK |

## Finale
| Lillestrøm SK                               | Lillestrøm SK | SFK Bodø-Glimt | SFK Bodø-Glimt |
| ------------------------------------------- | --- | --- | -------------- |
| Lillestrøm SK                               | \| Finale \| \| 23. Oktober 1977 in Oslo (Ullevaal-Stadion) \| \| Ergebnis: 1:0 (0:0) \| \| Zuschauer: 22.648 \| \| Schiedsrichter: Rolf Haugen \| \| Spielbericht \|                                      | \| Finale \| \| 23. Oktober 1977 in Oslo (Ullevaal-Stadion) \| \| Ergebnis: 1:0 (0:0) \| \| Zuschauer: 22.648 \| \| Schiedsrichter: Rolf Haugen \| \| Spielbericht \|                                                                                     | SFK Bodø-Glimt |
| Lillestrøm SK                               | Arne Amundsen – Rune Hansen, Jan Birkelund, Tore Kordahl, Georg Hammer (78. Leif Hansen) – Tor Egil Johansen, Frank Grønlund, Gunnar Lønstad – Terje Olsen, Tom Lund, Erik Karlsen Cheftrainer: Joe Hooley | Jon Abrahamsen – Gunnar Sigmar Håre, Truls Clausen, Ernst Pedersen, Arnfinn Helgesen – Arild Olsen, Harald Berg, Anders Farstad (80. Trond Tidemann) – Ove Andreassen, Arne Hanssen, Jakob Klette (80. Terje Mørkved) Cheftrainer: Oddbjørn Kristoffersen | SFK Bodø-Glimt |
| Lillestrøm SK                               | 1:0 Tom Lund (76.) | | SFK Bodø-Glimt |
| Finale                                      | | |                |
| 23. Oktober 1977 in Oslo (Ullevaal-Stadion) | | |                |
| Ergebnis: 1:0 (0:0)                         | | |                |
| Zuschauer: 22.648                           | | |                |
| Schiedsrichter: Rolf Haugen                 | | |                |
| Spielbericht                                | | |                |